# 冥王星地理
冥王星地理劃定和敘述冥王星地區表面的特徵。冥王星世界的地理主要聚焦在位置上，也就是所謂的自然地理，分析冥王星的自然特徵和分布、繪製冥王星的地圖。在2015年7月14日，新視野號成為飛越冥王星的第一艘太空船。在它飛越的短暫期間，新視野號做出詳細的地理測量和觀測冥王星和它的衛星。

## 方位
冥王星可能被定義為自轉軸傾斜60度逆轉，或傾斜120度順轉的天体。依據較後定義的右手定則，目前在陽光下的半球是北半球，南半球有較多的部分在黑夜中。這項定義是國際天文學聯合會（IAU）和新視野號團隊使用的。然而，舊的定義可能會將冥王星的自轉定義為逆行，因此太陽照射到的這一面是以南半球為主。在這兩種定義中，東方和西方的方向也會交換。

## 地形上的特徵

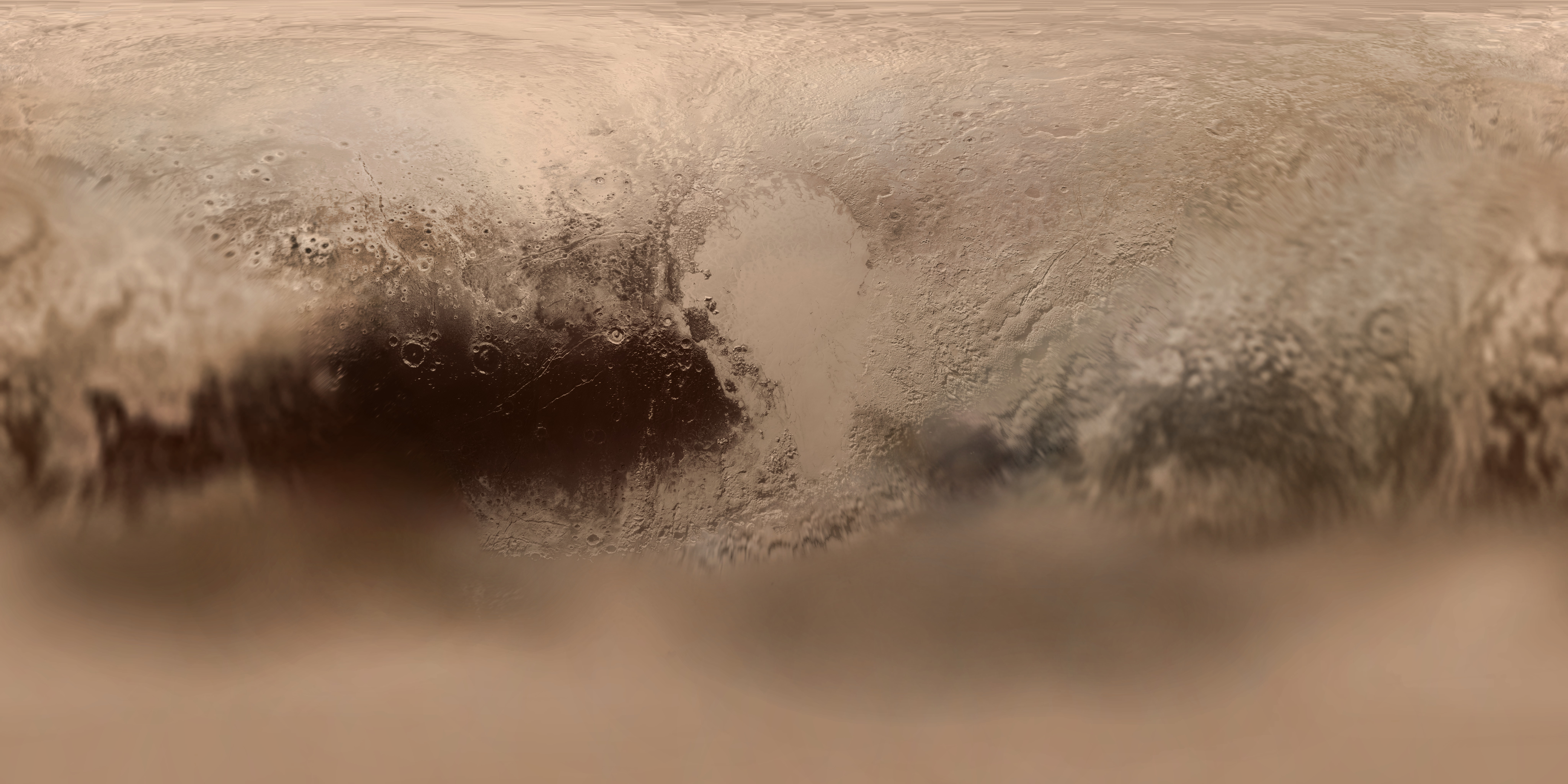
由新視野號映射的冥王星表面部分地形。中心是180度的經線（正背對著Charon的中心）。在中心的明亮區域是湯博區，向西的黑暗區域是克蘇魯區。向東方一系列的黑暗區域稱為指節套環

### 克蘇魯區
克蘇魯區，名字源自霍華德·菲利普斯·洛夫克拉夫特的作品中虛構的神，是冥王星赤道上狹長、黑暗的地區，以它的形狀取的綽號是鯨魚。它的長度是2,990 km（1,860 mi），是冥王星上最大片的黑暗地形。推測這個區域的顏色是由被稱為複雜的碳氫化合物，該區域的暗顏色推測是由稱為托林的焦油覆蓋的表面，這種焦油是複雜的碳氫化合物，是甲烷和大氣中的氮在紫外線和宇宙射線的交互作用下形成的。
在克魯蘇區出現大量的隕石坑，顯示該區可能有數十億年古老，相較之下，毗鄰且相對明亮但缺乏坑洞的史波尼克高原，可能只有一億歲
。

### 湯博區

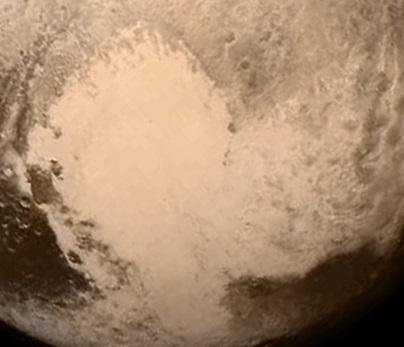
新視野號在2015年7月13日看見的湯博區

湯博區，暱稱為心臟，是一大片淺色的心形地區，以發現冥王星的克萊德·湯博的名字命名。心形的兩葉都有獨特的地質特徵並分享明亮的外觀，西方的葉（史波尼克高原）比東部的葉更為平滑。心的跨距大約1,590 km（990 mi）。這個區域包含  3,400米（11,000英尺）高的山和冰凍的水，希拉蕊山和諾蓋山在它的西南邊緣。表面缺乏撞擊坑，顯示這地區的歷史可能少於1億年，因此，冥王星可能有活躍的地質運動。後續的資料表明這個地區的邊緣有如冰川的冰流特徵，和有證據顯示亮的物質覆蓋在黑暗的克蘇魯區東部邊緣。

### 指節套環

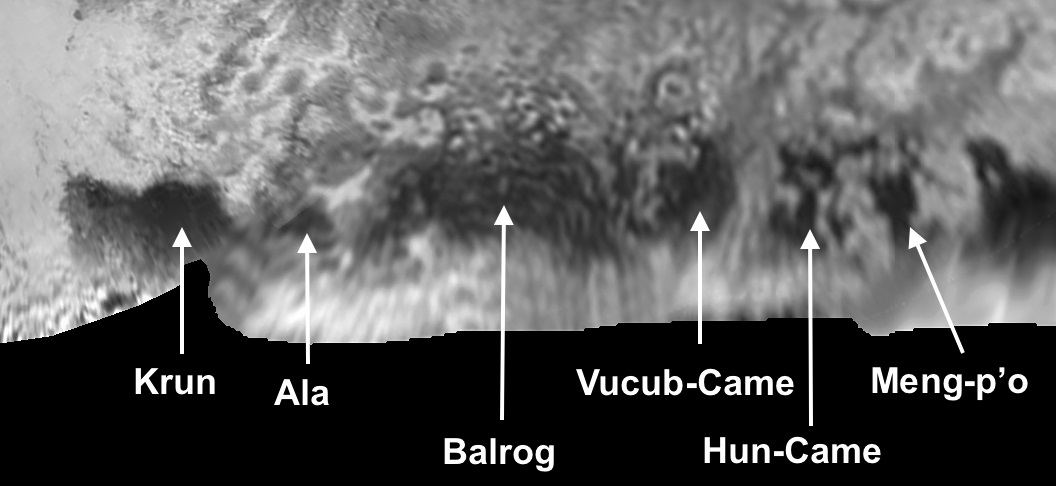
冥王星的"指節套環"區。孟婆斑在子午線零度；向東是克蘇魯區的尾端

一系列具有半規則間隔的黑暗斑點和規則的邊界被暱稱為指節套環。它們位於赤道，界於心和鯨魚的尾巴之間，直徑平均約480 km（300 mi）。從西（湯博區的南邊）到東（鯨魚的尾端），套環依序是：
- 克魯恩斑（Krun Macula）：以伊拉克南部曼德語族地獄的主神命名，相當於地府的閻羅王。
- 阿拉斑（Ala Macula）：以奈及利亞東部依博人的地域和收穫之神命名。
- 炎魔斑（Balrog Macula）：以托爾金的幻想神話中的虛構的惡魔人種命名。
- 巫庫波卡梅斑（Vucub-Came Macula）和匈卡梅斑（Hun-Came Macula）：依據瑪雅基切語議會之書的兩位死神命名。
- 孟婆斑（Meng-p'o Macula）：以中國佛教中讓死者忘記前世的神命名[17]。

### 環狀物

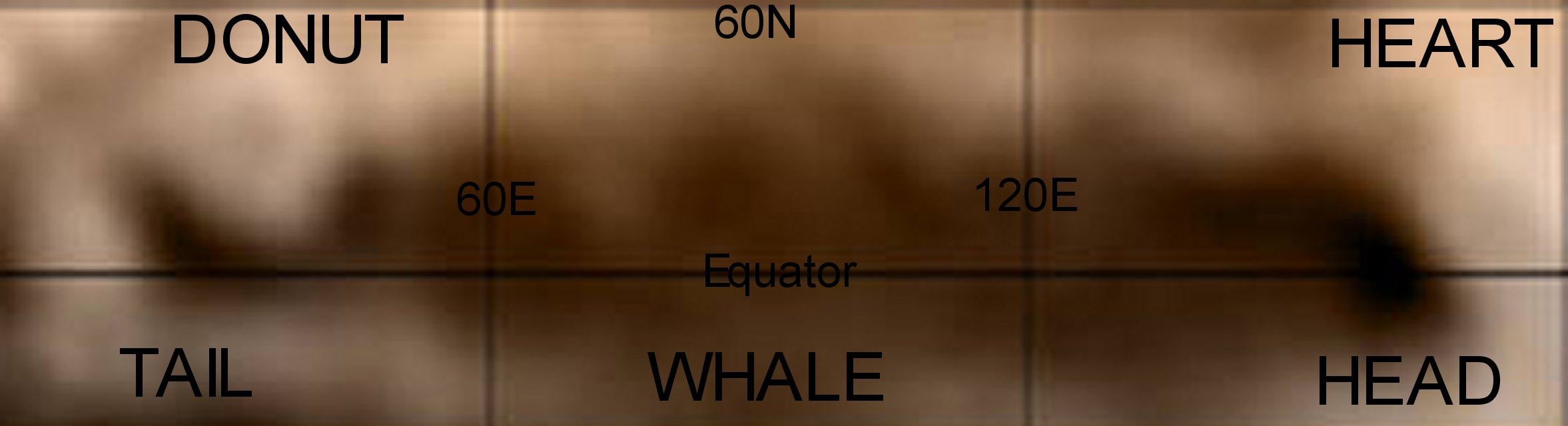
抱住鯨魚尾巴的甜甜圈

在低解析度的影像上，在鯨魚的尾巴上有一個大約350 km（220 mi）的明亮環型特徵，綽號為甜甜圈。在高解析度的影像上沒有出現這個環狀物。

## 地形學
冥王星的本初子午線被定義為正對著冥卫一的經線。

## 命名法
國際天文學聯合會的行星命名工作小組負責為冥王星的地表特徵賦予官方的名稱。迄2015年8月還沒有批准任何一個地區的名稱。
截至2015年8月，新視野號科學團隊的非正式名稱來自下列主題：探險家、太空任務、太空船、科學家和工程師；虛構的探險家、旅客、船隻、目標和起源；有想像和探險著作的作家和藝術家；虛構的冥府、存在的地獄、和冥府的訪客。新視野號的科學團隊在太空船抵達冥王星之前就已經邀請各界人士提出名單和票選出名稱。

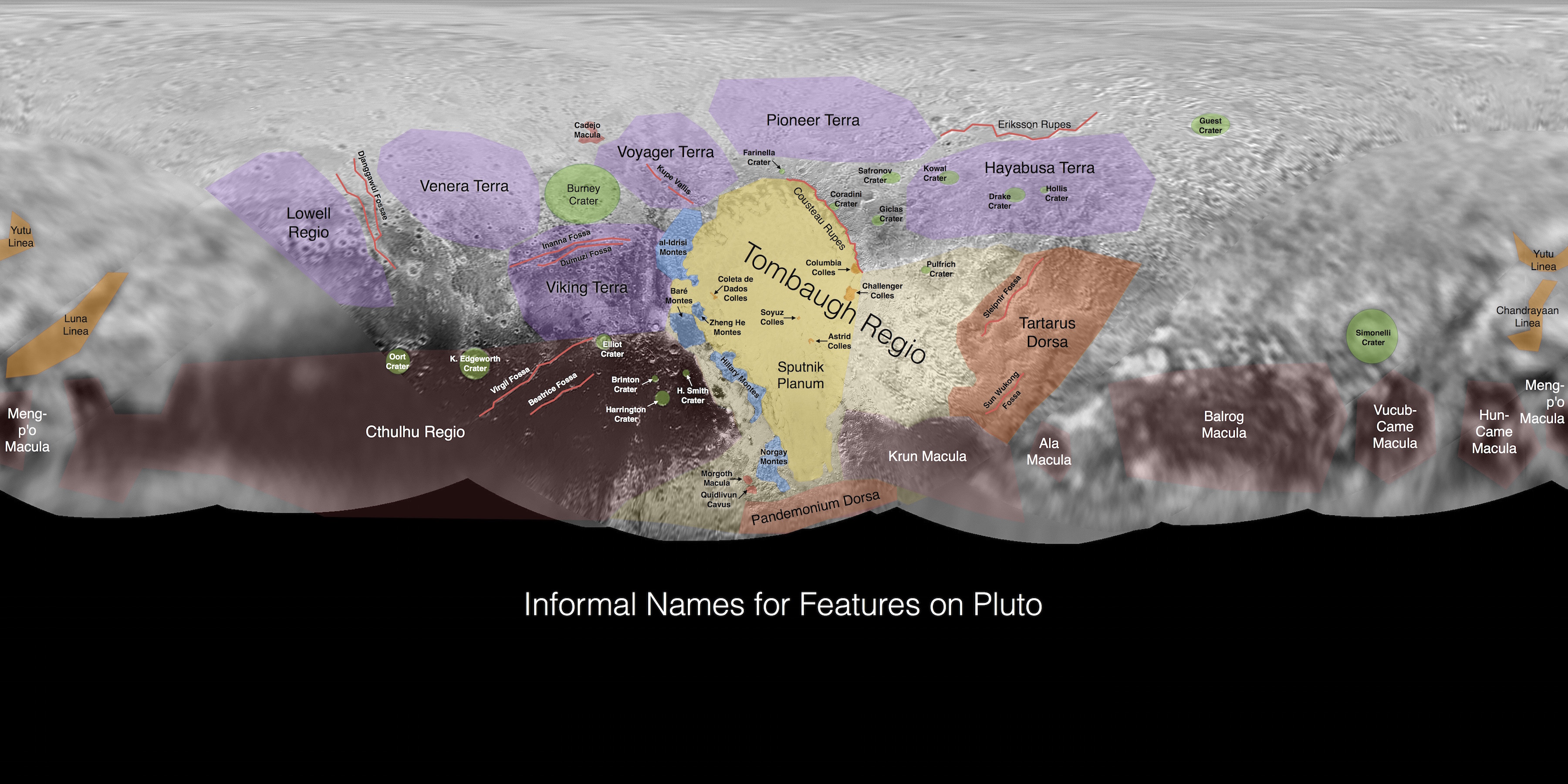
非官方的冥王星表面特徵名稱

## 圖集
- 冥王星表面特徵的第一瞥
（註：2015年7月10日）
- 新視野號注視下的冥王星
（2015年7月6日，彩色，動畫片）
- 新視野號注視下的冥王星
（註：2015年7月11日）

- 新視野號視野下的冥王星
（2015年7月9日）
- 新視野號視野下的冥王星
（2015年7月11日）
- 新視野號視野下的冥王星
（2015年7月11日）
- 新視野號視野下的冥王星
（2015年7月12日）
- 新視野號視野下的冥王星
（2015年7月13日）

- 方框中的是史波尼克高原、希拉蕊山脈和諾蓋山脈
（前後關係：2015年7月14日）
- 史波尼克高原 －馬賽克的近攝影像
（前後關係：2015年7月14日/2015年9月10日）
- 在湯博區中央左側的史波尼克高原（背景） （2015年7月14日）[21]

- 冥王星 －方框中是希拉蕊山脈和諾蓋山脈
（前後關係：2015年7月14日）
- 希拉蕊山和諾蓋山
（2015年7月14日）[12]
- 湯博區南邊的諾蓋山脈
（2015年7月14日）[22]
- 湯博區西南邊的希拉蕊山脈
（2015年7月14日）

## 外部連結
- NASA的冥王星真相Archive.today的存檔，存档日期2015-11-19(英文)
- NASA的官方網站首頁 （页面存档备份，存于）(英文)
- 新視野號網站首頁 （页面存档备份，存于）(英文)
- 這一年的冥王星 (NASA的GIF動畫，2015年7月15日) （页面存档备份，存于）